# 切爾諾奧切內冰川
65°17′00″S 62°15′10″W / 65.28333°S 62.25278°W

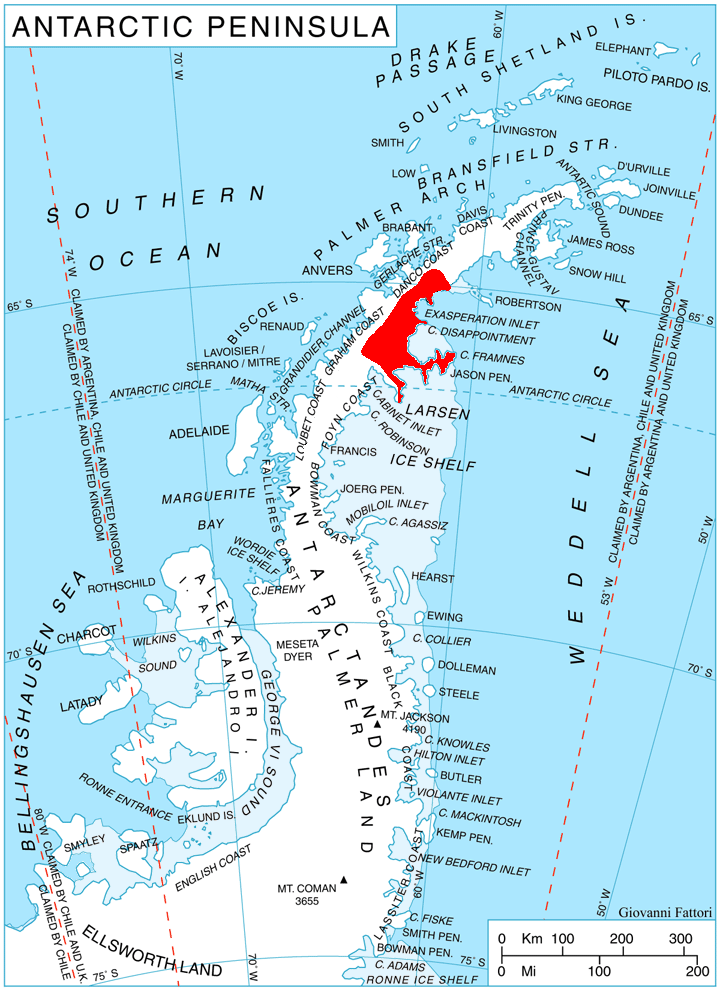

切爾諾奧切內冰川是南極洲的冰川，位於葛拉漢地，長5公里、寬2公里，最終在伯克斯山以西注入斯皮蘭灣，以保加利亞北部的鄉鎮命名。

## 外部連結
- Chernoochene Glacier.（页面存档备份，存于） SCAR Composite Antarctic Gazetteer.